# Metabolismo sociale
Il metabolismo sociale o metabolismo socioeconomico è l'insieme di flussi di materiali e di energia che si producono tra la natura e la società, e tra distinte società tra sé, portati a capo con una forma culturale specifica.
I processi metabolici sociali cominciano con l'appropriazione per parte degli esseri umani di materiali e energia della natura. Questi possono essere trasformati e circolati per essere consumati e finalmente escreti di nuovo alla propria natura. Ognuno di questi processi ha un impatto ambientale differente dipendendo della maniera nella quale si porta a capo, la quantità di materiali e energia implicata nel processo, l'area dove si produce, il tempo disponibile o la capacità di rigenerazione della natura.
Sebbene gran parte dei studi sul metabolismo sociale si riducono all'entrata e partenza di materiali e energia di uno Stato (importazioni e esportazioni) per la facilità di accesso all'informazione sulle transazioni mercantili, il metabolismo sociale si occupa anche di studiare in dettaglio altri processi metabolici, come i eseguiti in società più piccole, i servizi che la natura presta agli esseri umani, così come la forma culturale concreta che le persone adottano al effettuare ogni processo.